# Império do Divino Espírito da Silveira

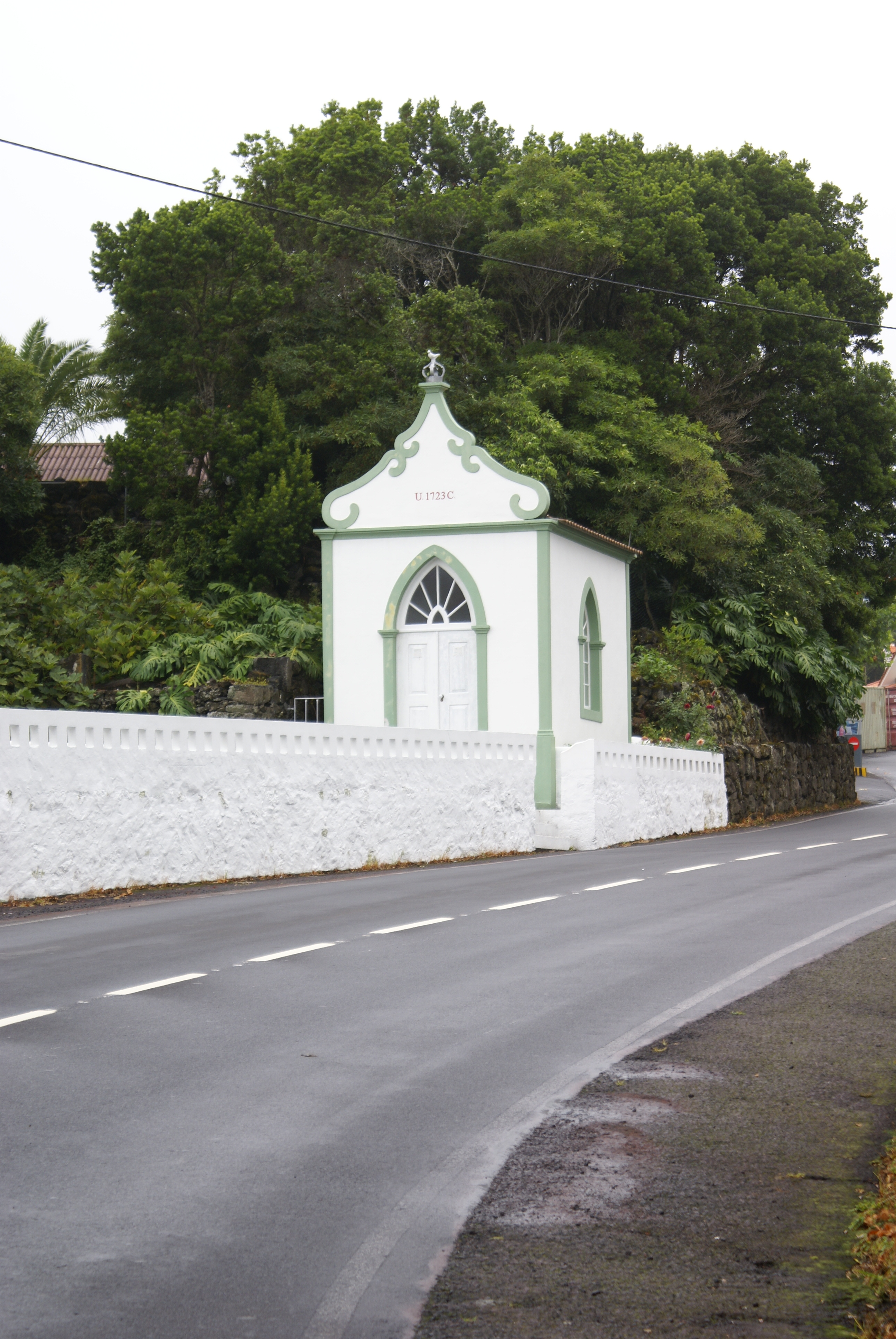
Império do Espírito Santo da Silveira.

O Império do Divino Espírito Santo da Silveira é um Império do Espírito Santo português que se localiza no povoado da Silveira, lugar do concelho das Lajes do Pico, ilha do Pico, arquipélago dos Açores.
A data de construção deste império do Divino recua ao século XVIII, mais precisamente ao ano de 1723.